# Escuinapa
Escuinapa, Escuinapa de Hidalgo – miasto w południowej części meksykańskiego stanu Sinaloa, położone w odległości około 15 kilometrów od wybrzeża Pacyfiku nad Zatoką Kalifornijską. Escuinapa leży w dolinie pomiędzy przybrzeżnymi jeziorami (Laguna Grande i Agua Grande) a wzgórzami należącymi do Sierra Madre Occidental. Miasto w 2005 roku liczyło 28 789 mieszkańców.

## Gmina Escuinapa

Położenie gminy Escuinapa na mapie stanu Sinaloa

Miasto jest siedzibą władz gminy Escuinapa, jednej z 18 gmin w stanie Sinaloa. Gmina jest gminą graniczną ze stanem Nayarit. Według spisu z 2005 roku ludność gminy liczyła 49 655 mieszkańców. Gminę utworzono w 1915 roku decyzją gubernatora stanu Sinaloa. Ludność gminy, szeregując pod względem ważności, jest zatrudniona  w następujących gałęziach: rolnictwie, hodowli, pszczelnictwie, rybołówstwie, przemyśle i usługach turystycznych. Najczęściej uprawia się ryż, fasolę a także szereg drzew owocowych takich jak mango, cytrusy, śliwki, kokosy, daktyle i awokado.